# Walter Schmidt von Schmidtseck
Walter Hilmar Freiherr Schmidt von Schmidtseck (Klein Wogenap, 22. rujna 1865. -  Perkau, 28. siječnja 1945.) je bio njemački general i vojni zapovjednik. Tijekom Prvog svjetskog rata bio je načelnikom stožera 10. armije i Grupe armija Woyrsch na Istočnom, te je zapovijedao 11. pješačkom divizijom na Zapadnom bojištu.

## Vojna karijera
Walter Schmidt von Schmidtseck rođen je 22. rujna 1865. u Klein Wogenapu. Vojnu službu započeo je služeći u 1. gardijskoj pukovniji poljskog topništva u Berlinu. U listopadu 1885. unaprijeđen je u poručnika, da bi od iduće 1886. godine služio u Glavnom stožeru. U rujnu 1893. dostiže čin natporučnika, a pet godina poslije, u rujnu 1898., čin satnika. U travnju 1903. postaje zapovjednikom satnije u 3. gardijskoj pukovniji poljskog topništva, nakon čega od ožujka 1905. služi u stožeru 13. pješačke divizije. Te iste godine u srpnju, promaknut je u čin bojnika, dok od prosinca 1906. služi u stožeru I. korpusa u Königsbergu. Od listopada 1910. služi kao zapovjednik bojne u 1. gardijskoj pukovniji poljskog topništva, tijekom koje službe je u travnju 1912. unaprijeđen u čin potpukovnika. U listopadu te iste godine postaje načelnikom stožera I. korpusa kojim je tada zapovijedao Alexander von Kluck. Na navedenoj dužnosti dočekuje i početak Prvog svjetskog rata. U međuvremenu je, u travnju 1914., promaknut u čin pukovnika.

## Prvi svjetski rat
Na početku Prvog svjetskog rata I. korpusom kojem je Schmidt bio načelnikom stožera zapovijedao je Hermann von Francois. Kao načelnik stožera I. korpusa Schmidt sudjeluje u uvodnim borbama i bitkama na Istočnom bojištu. Krajem kolovoza međutim, postaje načelnikom stožera I. pričuvnog korpusa pod zapovjedništvom Otta von Belowa u sastavu kojeg sudjeluje u Bitci kod Tannenberga. Schmidt ostaje načelnikom stožera i kada je zapovjedništvo nad istim preuzeo Kurt von Morgen.
U travnju 1916. Schmidt postaje zapovjednikom 181. pješačke brigade. Navedenom brigadom zapovijeda međutim, svega tri mjeseca, jer u srpnju postaje načelnikom stožera 10. armije kojom je zapovijedao Hermann von Eichhorn. U rujnu 1917. imenovan je načelnikom stožera Grupe armija Woyrsch, istodobno obnašajući i dužnost načelnika stožera Armijskog odjela Woyrsch. Mjesec dana poslije, u listopadu, promaknut je u čin general bojnika. U lipnju 1918. postaje zapovjednikom 11. pješačke divizije koja se nalazila na Zapadnom bojištu. Navedenom divizijom zapovijeda sve do kraja rata.

## Poslije rata
Nakon završetka rata Schmidt je ostao u vojsci gdje od siječnja 1919. zapovijeda 1. brigadom poljskog topništva. U lipnju te iste godine preuzima zapovjedništvo topništva u 6. pješačkoj brigadi. 
Walter Schmidt von Schmidtseck preminuo je 28. siječnja 1945. u 80. godini života Perkauu.

## Vanjske poveznice
(eng.) Walter Schmidt von Schmidtseck na stranici Prussianmachine.com